# Michael Fora
Michael Fora (* 30. Oktober 1995 in Giubiasco) ist ein Schweizer Eishockeyspieler, der seit Juli 2022 beim HC Davos aus der Schweizer National League unter Vertrag steht und dort auf der Position des Verteidigers spielt. Zuvor war Fora bereits für den HC Ambrì-Piotta in der National League aktiv.

## Karriere
Fora lernte das Eishockeyspielen in der Jugend der GDT Bellinzona, 2009 wechselte der Tessiner in der Nachwuchsbereich des HC Ambrì-Piotta. Im Anschluss an ein Auslandsjahr in der Spielzeit 2014/15 bei den Kamloops Blazers aus der Western Hockey League (WHL), die ihn beim CHL Import Draft 2014 in der zweiten Runde an Gesamtposition 66 ausgewählt hatten, gab er im Spieljahr 2015/16 seinen Einstand für HCAP in der National League A. Vor der Saison 2017/18 wurde Fora bei Ambrì-Piotta zum Mannschaftskapitän bestimmt.
Im Juni 2018 entschloss sich Fora erneut zu einem Wechsel nach Nordamerika und unterzeichnete einen Zweijahresvertrag bei den Carolina Hurricanes aus der National Hockey League (NHL). Bereits im Oktober desselben Jahres kehrte er zu Ambrì-Piotta zurück, nachdem sein Vertrag mit den Carolina Hurricanes aufgelöst worden war. Im Dezember 2021 unterzeichnete er einen Vierjahresvertrag beim HC Davos mit Gültigkeit ab der Saison 2022/23. Mit den Graubündnern gewann er im Dezember 2023 die 95. Auflage des Spengler Cups.

### International
Im Frühjahr 2015 erhielt Fora sein erstes Aufgebot für die Schweizer A-Nationalmannschaft, nachdem er sein Heimatland zuvor bereits in den Altersklassen U16, U18, U19 sowie U20 auf internationalem Eis vertreten hatte. Anschliessend gewann er mit den Herren die Silbermedaille bei der Weltmeisterschaft 2018. Auch bei den Weltmeisterschaften der Jahre 2019, 2022, 2023, 2024 und 2025 spielte er für die Eidgenossen. Dabei gewann er in den Jahren 2024 und 2025 erneut die Silbermedaille.
Weitere Einsätze in der Nationalmannschaft folgten bei den Olympischen Winterspielen 2022 in Peking, die die Schweizer als Achter beendeten. 

## Erfolge und Auszeichnungen
- 2023 Spengler-Cup-Gewinn mit dem HC Davos

### International
- 2018 Silbermedaille bei der Weltmeisterschaft
- 2024 Silbermedaille bei der Weltmeisterschaft
- 2025 Silbermedaille bei der Weltmeisterschaft
- 2025 Beste Plus/Minus-Bilanz der Weltmeisterschaft

## Karrierestatistik
Stand: Ende der Saison 2024/25

### International
Vertrat die Schweiz bei:
| - U20-Junioren-Weltmeisterschaft 2015 - Weltmeisterschaft 2018 - Weltmeisterschaft 2019 - Olympische Winterspiele 2022 | - Weltmeisterschaft 2022 - Weltmeisterschaft 2023 - Weltmeisterschaft 2024 - Weltmeisterschaft 2025 |

(Legende zur Spielerstatistik: Sp oder GP = absolvierte Spiele; T oder G = erzielte Tore; V oder A = erzielte Assists; Pkt oder Pts = erzielte Scorerpunkte; SM oder PIM = erhaltene Strafminuten; +/− = Plus/Minus-Bilanz; PP = erzielte Überzahltore; SH = erzielte Unterzahltore; GW = erzielte Siegtore; 1 Play-downs/Relegation; Kursiv: Statistik nicht vollständig)

## Familie
Seine Schwester Nancy Fora ist Schweizer Basketballnationalspielerin, war einige Jahre Mitglied von BCF Elfic Fribourg und wechselte 2023 nach Frankreich.